# Блумен, Ян Франс ван
Ян Франс ван Блумен (нидерл. Jan Frans van Bloemen; 12 мая 1662, Антверпен — 13 июня 1749, Рим) — фламандский живописец и гравёр. Пейзажист. Работал в Италии, в Риме. романист. Писал сельские виды Римской Кампаньи. За светлые, ясные тона живописи получил прозвание «Горизонт» (итал. Orizzonte).
Его братья Питер ван Блумен и Hopберт ван Блумен также были живописцами.

## Биография
Ян Франс ван Блумен родился 12 мая 1662 года в городе Антверпене. Между 1681 и 1684 годами в родном Антверпене был учеником Антона Губау (Anton Goubau), живописца «рыночных сцен» группы художников бамбоччанти (работавших в XVII веке в Риме в «низком» жанре живописи с изображением сценок из обыденной жизни).
В 1689 году, переселившись в Рим, Ян Франс ван Блумен присоединился к своему старшему брату Питеру ван Блумену, который оказался его первым настоящим учителем.
В Риме Ян Франс ван Блумен стал последователем Клода Лоррена и Николы Пуссена и активным членом объединения художников «Перелётные птицы» (Bentvueghels), живописцев южно- и севернонидерландского происхождения, работавших в Риме. В поисках сюжетов, неоднократно предпринимал поездки по Италии, в частности в Турин.

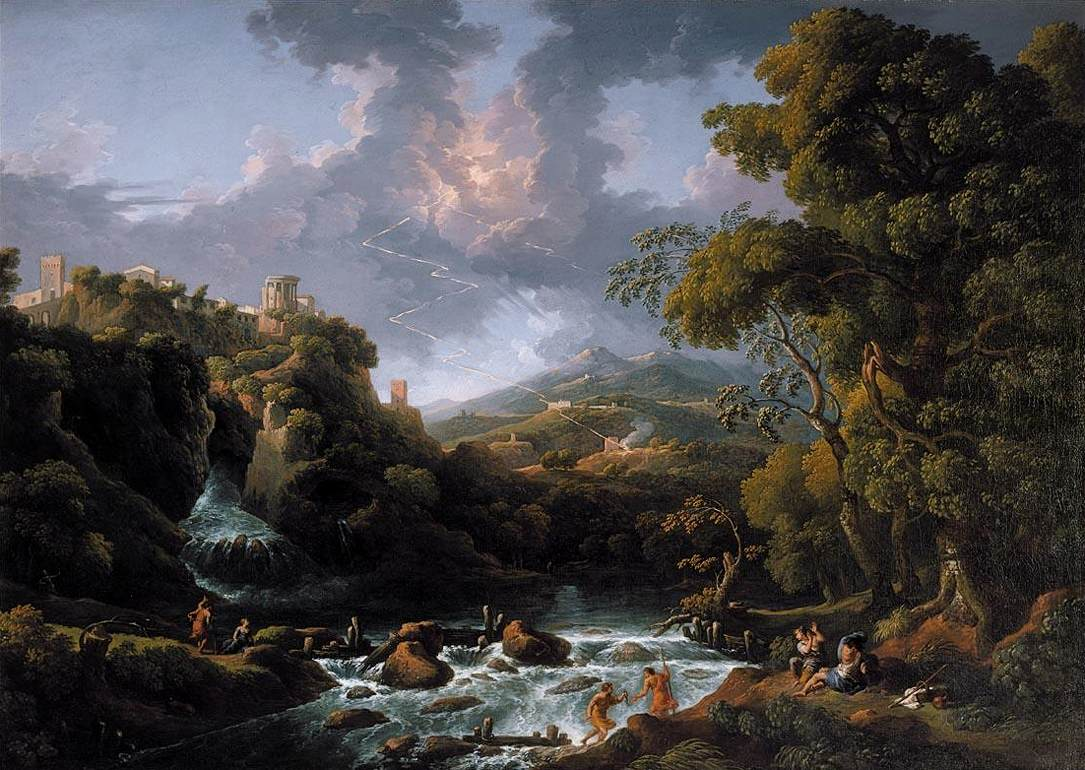
Пейзаж римской Кампаньи. Ок. 1736. Холст, масло. Частное собрание

Ван Блумен писал пейзажи в светлых, ясных тонах, с тщательной моделировкой деталей, вследствие чего итальянцы прозвали его «Горизонт» (итал. Orizzonte).
Около 1682 года он отправился в Париж и прожил там несколько лет. Затем переехал в Лион, где работал его брат Питер ван Блумен. Вероятно, примерно в это же время он познакомился с художником Адрианом ван дер Кабелем. Через Турин братья Блумены отправились в Рим, где в 1688 году они были зарегистрированы в приходе Сант-Андреа-делле-Фратте. В 1690 году к ним присоединился третий брат Норберт ван Блумен. В то время как Питер вернулся в Антверпен в 1694 году, а Норберт уехал в Амстердам, Ян Франс оставался в Риме до конца своей жизни, за исключением нескольких поездок в Неаполь, Сицилию и Мальту, которые он предпринял со своим братом Питером.
Художник голландского происхождения Гаспар ван Виттель, живший в Риме с 1675 года, стал крёстным отцом его первого ребёнка.
Ян Франс ван Блумен скончался в Риме 13 июня 1749 года. Среди его учеников были Франц Игнац Офеле, Габриэль Риччарделли и Николо Бонито.

## Творчество
Ван Блумен писал преимущественно классические пейзажи, черпая вдохновение в римской Кампанье. Его пейзажи с мягким тёплым освещением и «классическими фигурами», апеллирующими к мифологическим сюжетам, следовали примерам таких художников, как Клод Лоррен, Никола Пуссен и Гаспар Дюге. Картины ван Блумена пронизаны той «трудно поддающейся определению пасторальной атмосферой», которая помогла сделать его произведения востребованными среди современников и послужила поводом для прозвания «Горизонт» (итал. Orizzonte). Техника и сюжеты работ Яна Франса ван Блумена также связаны с такими художниками, как Ян Асселейн, Томас Вик, Виллем Ромейн и Виллем Схеллинкс.
Ван Блумен добился успеха в Риме, он получал заказы на создание ведут от известных покровителей. Ван Блумен присоединился к группе «Перелётные птицы» (Bentvueghels), именно там, согласно обычаю «перелётных птиц», принял имя «Orizzonte». И хотя ван Блумен стал известным художником, он долго не мог получить признание в гильдии римских живописцев и стал членом Академии Святого Луки только с третьей попытки в семидесятилетнем возрасте. Это объясняют некоторым пренебрежением к жанру пейзажной живописи среди академических мастеров того времени.
Мотивы и персонажи своих картин, оживлённых фигурами, Блумен находил в сельских окрестностях Рима. В его пейзажах присутствуют горы, ручьи, пинии, овраги и водопады, отдалённые деревушки с водяными мельницами, крестьянами, пастухами и прачками, написанными с использованием мелких точек и энергичных мазков — манеры письма, которая получила название «живопись мазком и пятном» (итал. pittura di tocco e di macchia), считается, что такую манеру изобрёл генуэзский живописец Алессандро Маньяско.
Ван Блумен, в отличие от Гаспара ван Виттеля, не изображал отдаленные районы, такие как долина Тибра или Альбанские холмы. Его картины ограничивались видами в непосредственной близости от Рима, очертания которого часто присутствуют в его композициях. Ван Блумен был особенно известен своими «видами на поместья», представляющими поместья знатных владельцев в римской Кампании. Художник стремился связать современную жизнь с классическим аркадским пейзажем. Вместо того, чтобы предлагать панорамные виды, далёкий горизонт и атмосферные эффекты картины ван Блумена подчёркивают детали действительного пейзажа.
Ян Франс ван Блумен часто работал вместе с другими художниками, которые рисовали фигуры в его пейзажах, такими как Карло Мараттa, Плачидо Костанци и Помпео Батони. Чаще он сотрудничал с Плачидо Костанци. Однако во многих случаях фигуры на его картинах, которые приписывают другим мастерам, созданы им самим.
Ян Франс ван Блумен также рисовал пером и тушью здания в Риме и его окрестностях. Пейзажные рисунки Яна Франса, на которых изображены воображаемые руины, иногда путают с рисунками его брата Питера, более известного рисунками фигур и животных.
Произведения художника хранятся во многих музеях и частных собраниях. В Санкт-Петербургском Эрмитаже хранятся пять пейзажей Блумена «Оризонте», но атрибуция трёх из них под вопросом.

## Галерея

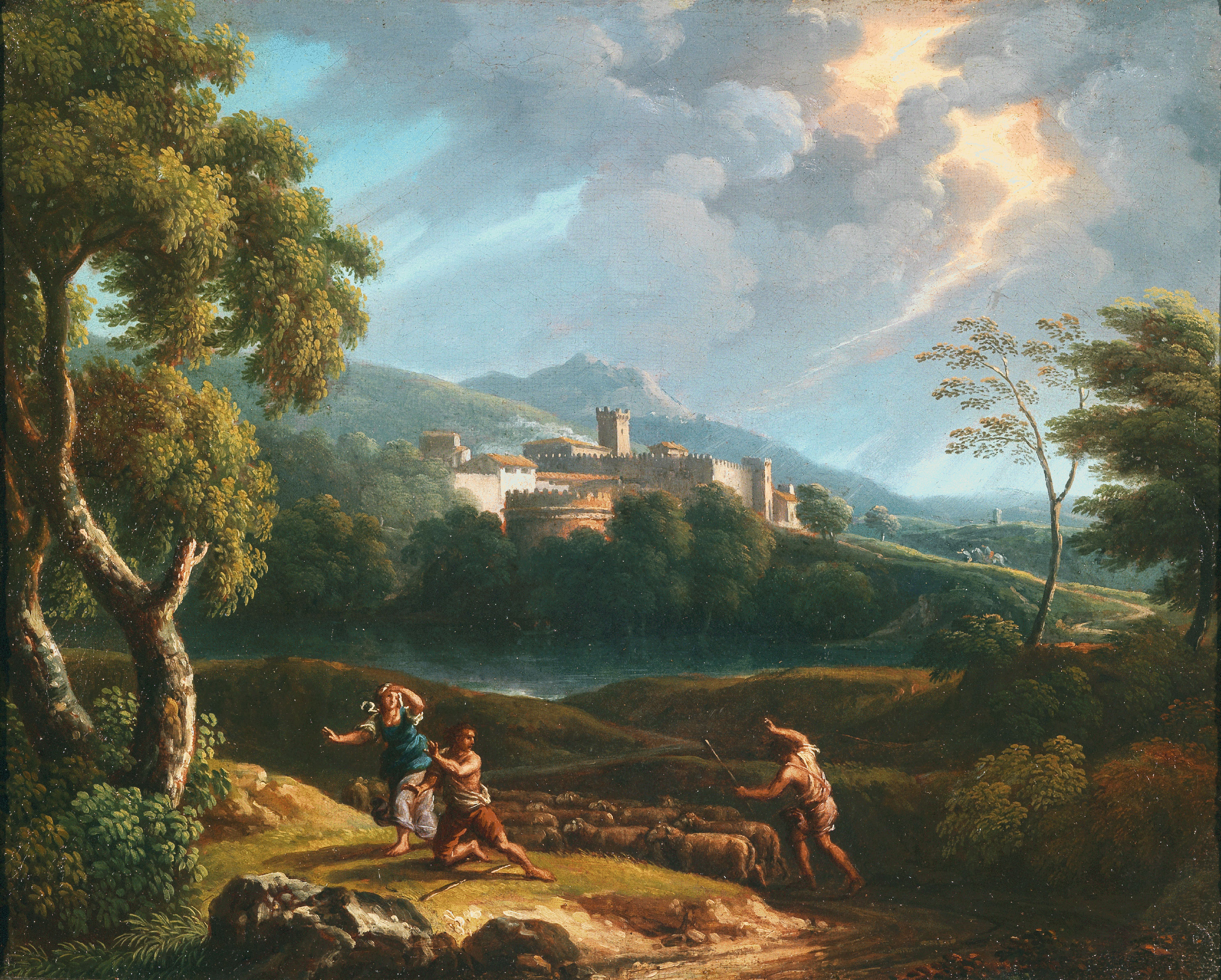
Штормовой пейзаж с пастухом и стадом. Ок. 1749. Холст, масло. Частное собрание
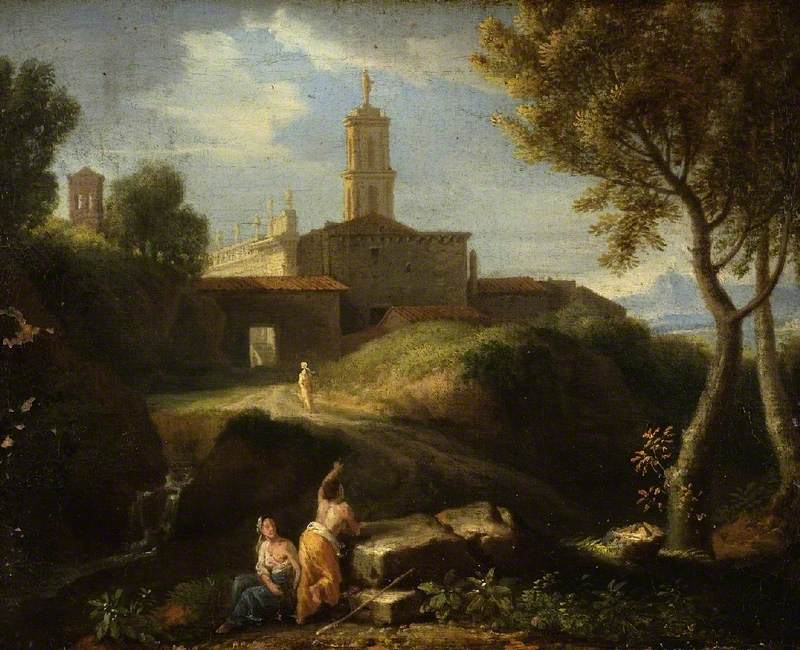
Римские здания. Между 1677 и 1749 гг. Холст, масло. Фитцуильям музей, Кембридж
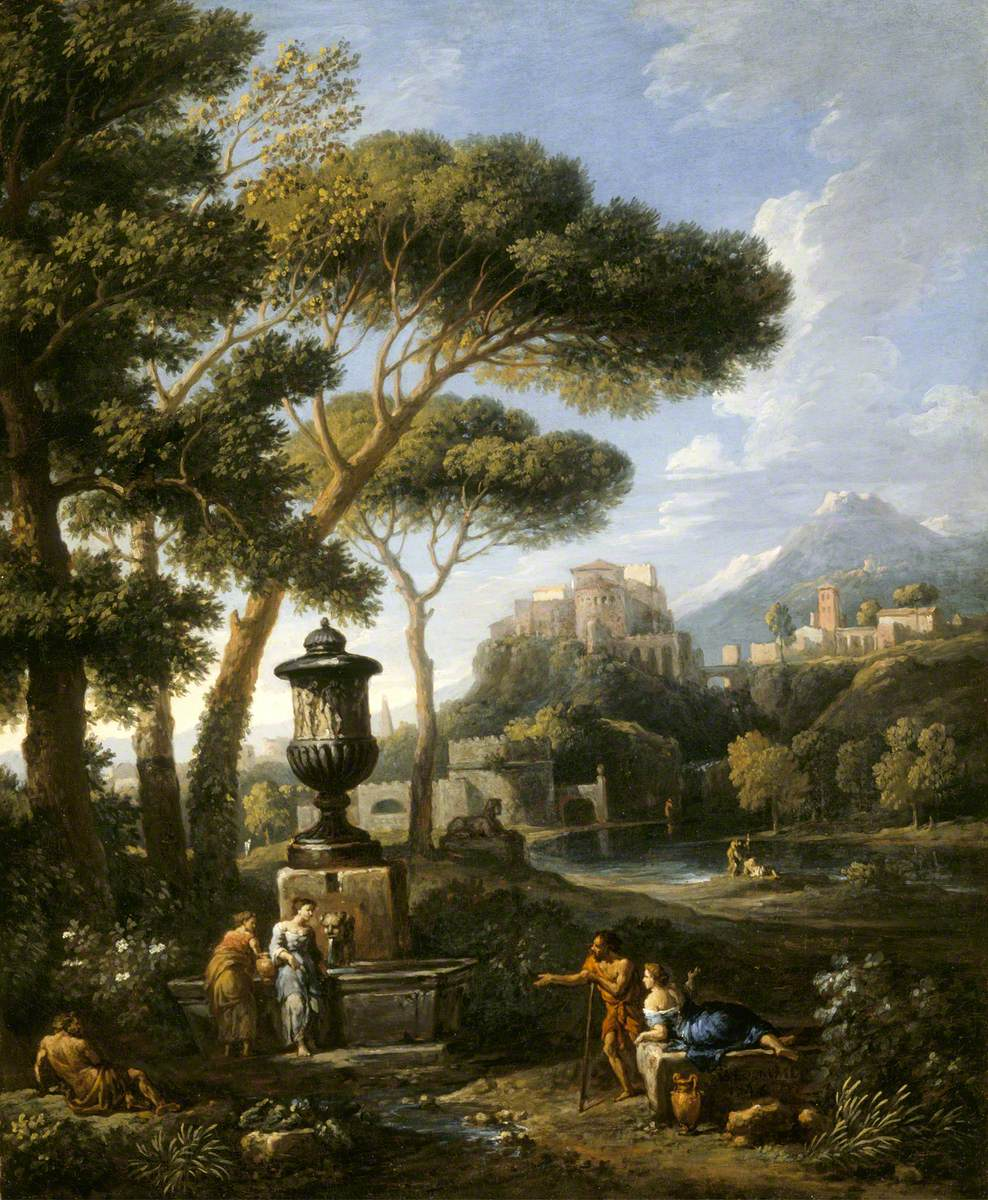
Классический пейзаж с пятью беседующими фигурами у фонтана, увенчанного фигурной урной. Между 1715 и 1725 гг. Холст, масло. Национальный фонд, Великобритания
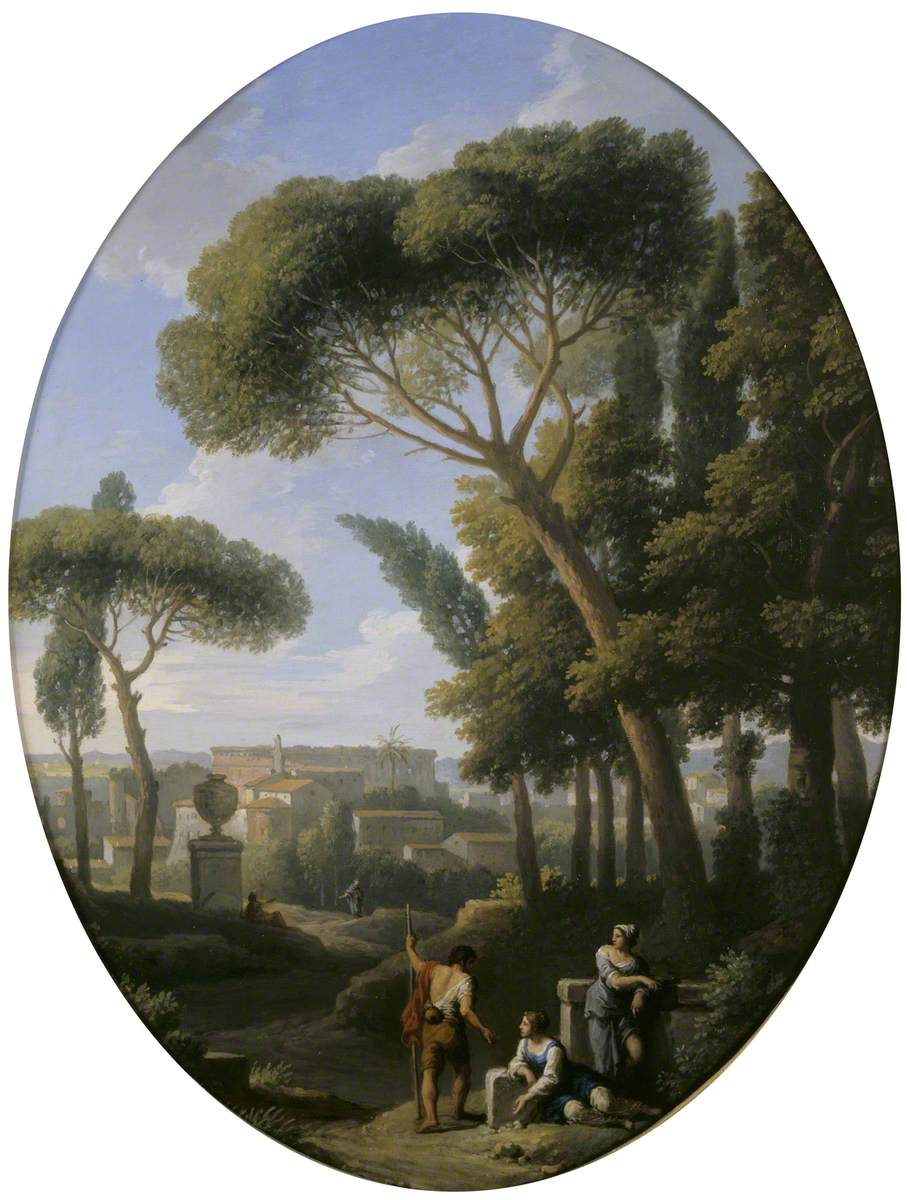
Классический пейзаж с путешественником, двумя беседующими женщинами и городом вдалеке. Ок. 1720. Холст, масло. Национальный фонд, Великобритания
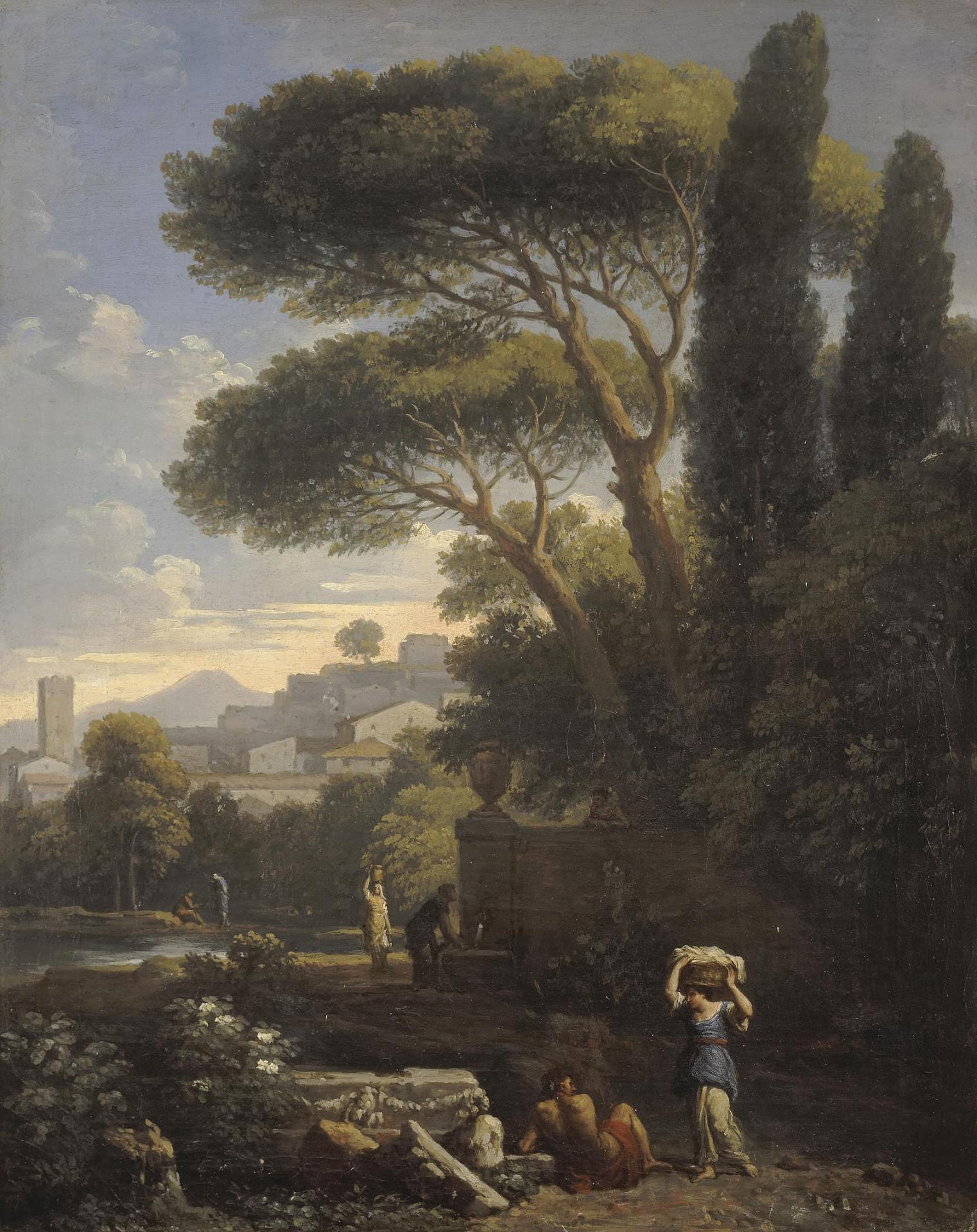
Пейзаж в Лациуме с тремя женскими фигурами у фонтана. Ок. 1735. Холст, масло. Государственный Эрмитаж, Санкт-Петербург
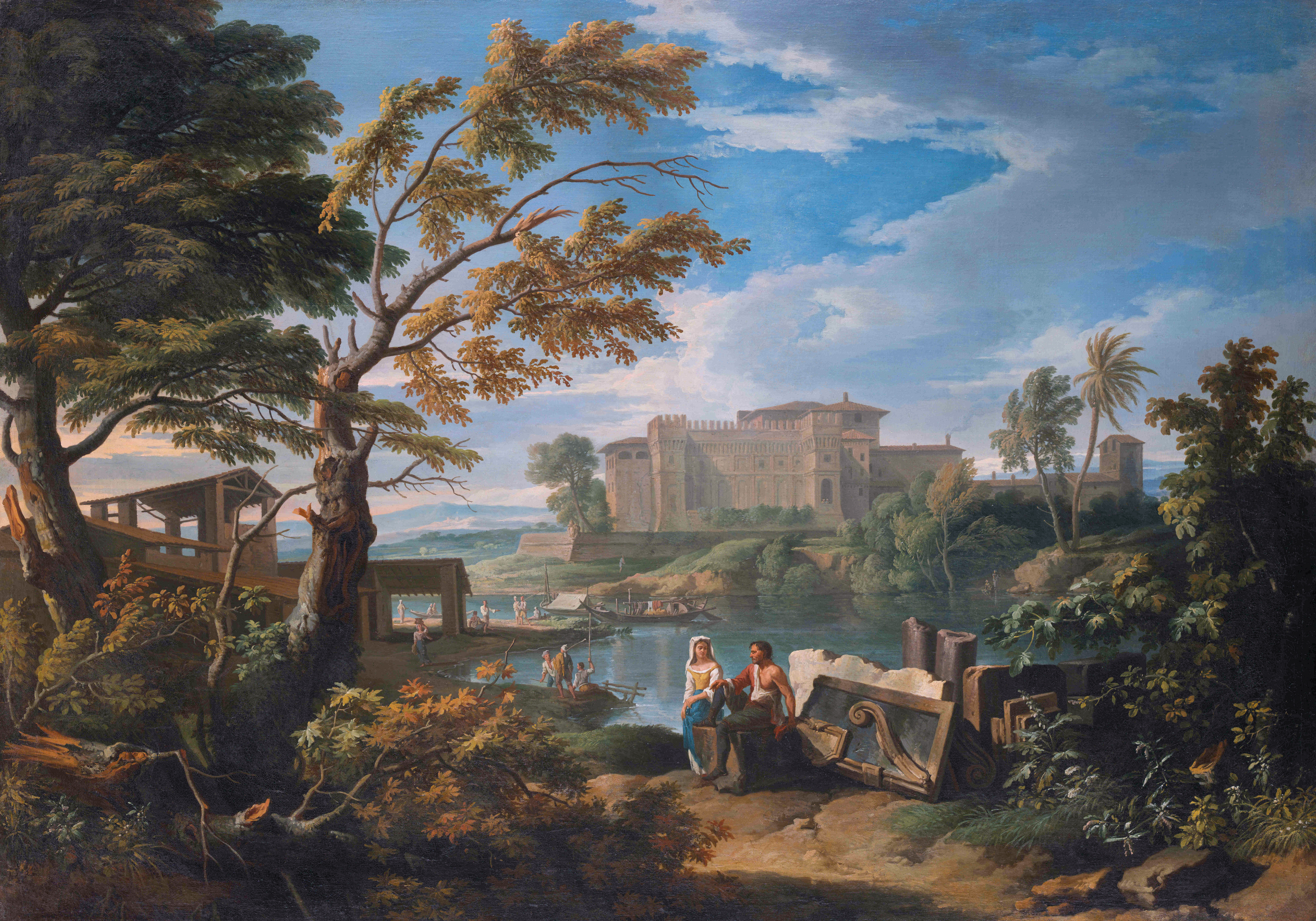
Пейзаж с ватиканским Бельведером. Ок. 1740. Холст, масло. Музей Маньен, Дижон